# Vent relatif
Pour les articles homonymes, voir Vent (homonymie).
Le vent relatif est un terme technique qui décrit le vent subi par un objet en mouvement. Lorsqu'un mobile se déplace dans un fluide (air ou liquide), il est soumis à un arrosage de la part des molécules du fluide porteur que ce dernier soit en mouvement ou non par rapport à la Terre. Le vent relatif n'est donc pas le vent réel mais la somme vectorielle de ce dernier et du mouvement. Il s'agit d'un concept utilisé dans les transports, en particulier dans l’aéronautique, et dans l'aérodynamique.

## Vent relatif en navigation aérienne
Par vent nul, le vent de la course est donc égal à la vitesse de déplacement et sa direction est exactement opposée à celle du mobile. Lorsque le mobile se déplace en présence d'un vent réel (par exemple latéral), on qualifie de vent relatif la résultante vectorielle des deux composantes de vent, comme étant le vent perçu par le mobile, dans un repère « relatif » au mobile. La définition du « vent relatif » en navigation aérienne est donc équivalente à celle du « vent apparent » en navigation maritime. 
En aéronautique, un vent latéral oblige le pilote d'un aéronef à modifier son cap pour rester sur sa route (navigation) (vol en crabe) et compenser ainsi sa dérive.

## Vent relatif en navigation maritime
En navigation maritime, et particulièrement en voile, l'expression vent apparent définit le vent perçu par un navire en route (en mouvement) soumis à un vent réel, celui qu'il mesurerait à l'arrêt (au mouillage, fixe par rapport au fond), et au vent dû à sa vitesse dans la masse d'air. L'expression vent relatif n'est guère employée. Elle correspondrait alors au vent vitesse vraie, ou vent vitesse.
Sur un voilier ou un char à voile, c'est le vent apparent, et non le vent réel, qui est intercepté par les voiles : il est d'autant plus fort que le navire va vite, et d'autant plus proche de l'axe du navire ; ceci permet dans certains cas au mobile d'aller plus vite que le vent réel.

## Différence de terminologie
Cette différence de terminologie entre la navigation maritime et l'aéronautique s'explique par le fait que les navires évoluent dans deux milieux mobiles, la mer et ses courants, et une masse d'air pouvant être également en mouvement.
Un avion peut dériver dans l'air sous l'influence du vent. Un navire à voile :
- dérive sur l'eau sous l'influence du vent ;
- dérive par rapport au fond sous l'influence des courants marins ;
- reçoit un vent apparent produit d'une combinaison complexe pour obtenir la vitesse vraie sur sa route vraie.